# Alfred Krupp
Pour les articles homonymes, voir Krupp.

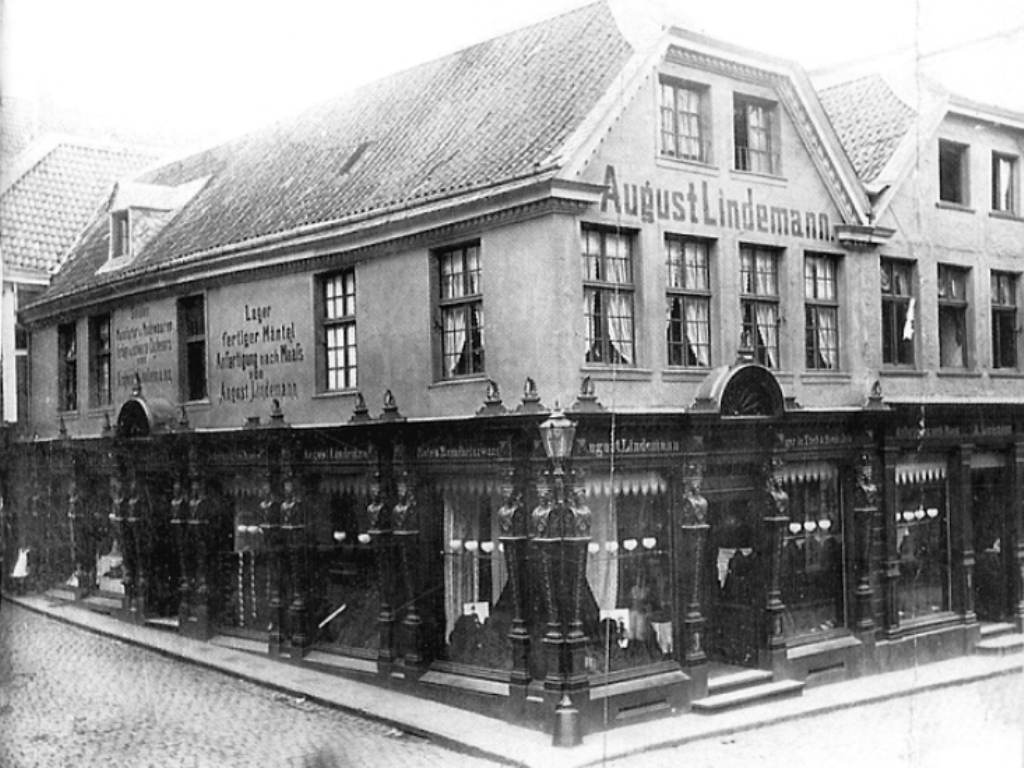
La maison natale d'Alfred Krupp et de son père Friedrich place du Marché au Lin (Flachsmarkt) à Essen, vers 1850–1880.

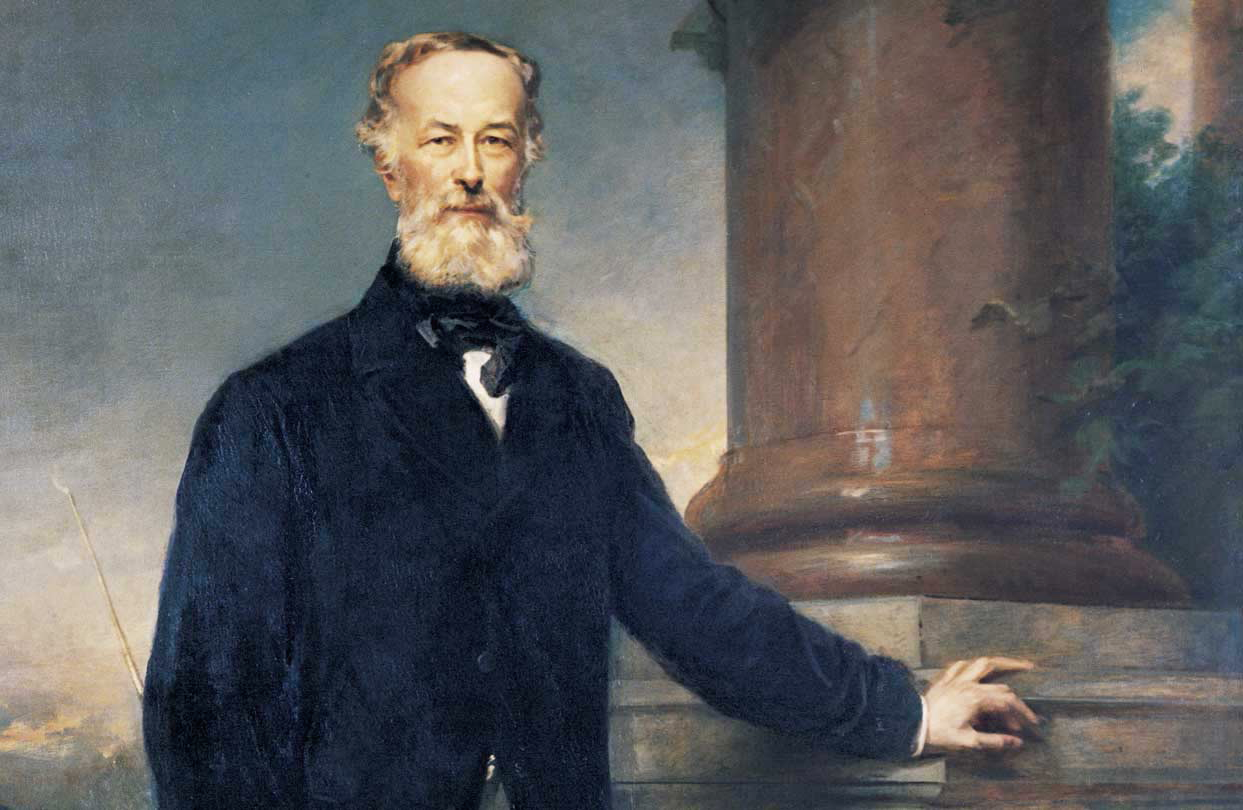
Alfred Krupp. Huile sur toile de Julius Gruen.

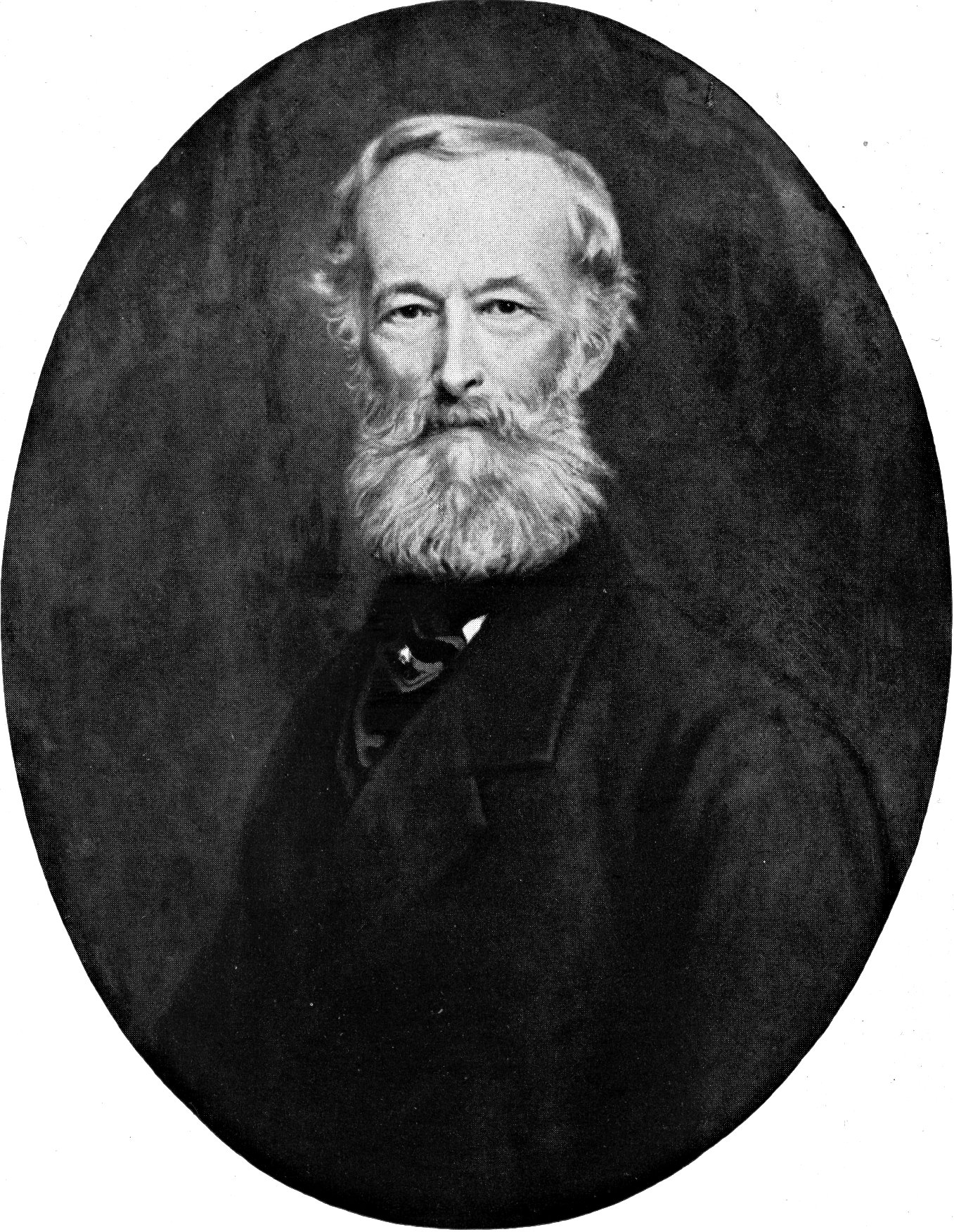
Alfred Krupp.

Alfred Krupp (né le 26 avril 1812 à Essen et mort le 14 juillet 1887 à Essen, de son vrai nom Alfried Krupp) est un inventeur et un sidérurgiste prussien. Il fit de l'usine Friedrich Krupp, la Kruppsche Gussstahlfabrik, aujourd'hui propriété de la multinationale ThyssenKrupp AG, l'une des premières entreprises d’Europe. Il amorça cette spectaculaire croissance en se lançant dans la fabrication de roues monobloc qui connurent un succès foudroyant sur le marché en pleine croissance des locomotives, mais c'est surtout dans l'industrie d'armement que sa compagnie se hissa au premier rang. Alfred Krupp devint en effet le plus gros producteur d'armes de son époque, qui lui valut le surnom de « roi du canon » (Kanonenkönig). Tout au long de l'évolution de l'entreprise, de nombreux salariés rejoignent l'usine. On y retrouve des forgerons, des potiers et bien d'autres métiers de travaux manuels.

## Biographie

### Les débuts
Alfred Krupp est le fils du sidérurgiste Friedrich Krupp (1787–1826) et de Theresia-Helena née Wilhelmi (1790–1850). Il vint au monde dans la petite maison familiale au no 9 de la place du Flachsmarkt à Essen. Depuis des générations, les Krupp étaient des commerçants en vue de cette petite ville du nord de la Rhénanie. Le père fondateur de la lignée serait un réfugié calviniste néerlandais, Arndt Kruipe († 1624).
Le père d’Alfred, Friedrich Krupp, ne parvint jamais à faire décoller financièrement l’usine d'acier, équipée d'une martinette en sortie de coulée, qu’il avait aménagée en 1812 à partir d’un moulin à foulon au nord d’Essen. Cette usine restera propriété des Krupp jusqu'en 1839. En 1819 l’usine fut transplantée sur la propriété familiale à Essen, dans l’Altendorfer Chaussee. Les travaux siphonèrent bientôt tout le patrimoine familial : dès 1824 il fallut vendre la maison du Flachsmarkt, si bien que la famille dut se contenter des appartements du concierge, qui sera plus tard baptisée « maison-mère » des Krupp. Lorsqu’en 1826 Friedrich Krupp mourut, son fils n'avait que 14 ans, mais il était déjà initié à la sidérurgie. La famille résidait désormais chez une tante à Metternich, qui seule pouvait encore les aider. L’entreprise, qui employait sept ouvriers mais était endettée de plus de 10 000 thalers, alla en héritage à Theresia, la mère d’Alfred. Avec l’aide de sa belle-sœur Hélène von Müller (née Krupp), elle créa une usine de fonte. Les parts de cette nouvelle compagnie étaient détenues par les héritiers de Friedrich, avec Hélène von Müller comme nouvelle actionnaire. Alfred interrompit alors sa scolarité et prit la direction de l’entreprise, quoique sa mère fût alors la directrice de l’usine. Pendant plusieurs années, l’affaire vivota en n’employant que quelques ouvriers. La situation n’évolua qu’à partir de 1830, avec l’expansion du chemin de fer en Allemagne et dans toute l'Europe. L'acier, nécessaire pour fabriquer rails et essieux, connut une explosion de la demande. Le 26 août 1830, Krupp, au prix d'une accélération des cadences, parvint à livrer des tambours en acier à la Sté Hüsecken de Hohenlimburg.
L'ouverture du Zollverein en 1834 affranchit le trafic des marchandises à travers l'Allemagne du Nord. Dès 1836 l'entreprise Krupp employait environ 60 ouvriers. Alfred Krupp s’occupa toute sa vie du bien-être de ceux qu'il appelait ses Kruppianer : il mit sur pied une assurance maladie et à partir de 1861 fit construire une cité ouvrière, les Meisterhäuser. Il exigeait en contrepartie de ses employés loyauté et dévouement entier à la compagnie.
En 1838, Krupp déposa un brevet pour un laminoir en acier permettant la fabrication de couverts (cuillères et fourchettes). Puis il voyagea en Europe, sans cesse à la recherche de nouveaux clients pour permettre la survie de son usine. Peu à peu, la société se développait, mais sa trésorerie restait précaire et elle n'était jamais à l'abri de la banqueroute. À Berndorf (Basse-Autriche), Krupp s'associa au banquier et négociant Alexander von Schoeller pour fonder une coutellerie, la Berndorfer Metallwarenfabrik, où il fabriqua d'abord des couverts d'argent, mais où bientôt il eut l'idée de remplacer l'argenterie par des couverts en maillechort, meilleur marché. À son retour en province de Rhénanie, il confia cette usine à son frère, Hermann Krupp.
La fabrication d'armes ne fut d'abord pour Alfred Krupp qu’un passe-temps : en 1843, après sept années de recherches, il construisit un prototype de fusil en acier. Ses premiers contacts pour commercialiser la nouvelle arme furent un échec car les militaires ne s'en remettaient alors qu'au bronze, plus ductile et réputé pour la précision de facture ; à leurs yeux, l’acier était apparenté à la fonte, métal cassant et impropre à l'usage militaire.
Krupp cultivait l'amitié de Friedrich Karl Devens (1782-1849) et de sa famille. Lors d'une de ses visites à  Knippenburg (de), il offrit aux Devens des carabines et des pistolets en acier fabriqués dans son usine d'Essen. Il allait souvent à la chasse à la Commanderie de Welheim (de), où il testait ses nouveaux fusils.
C'est en 1847 qu'il fit fabriquer un premier canon en acier forgé, avec l'intention d'en faire la démonstration au ministre de la guerre prussien. Livré à l'Arsenal, le canon ne fut testé qu'au bout de deux ans. En 1849, le gouvernement prussien décide de confier le contrat de production d'armes à Alfred Krupp bien que son rival, l'industriel Jacob Mayer, fût parvenu à réaliser des canons en acier moulé, avec une cadence de production supérieure.
Alfred Krupp était le dernier et unique actionnaire de l'usine sidérurgique d'Essen, dont il fit évoluer la production vers le marché des laminoirs et des machines-outils (en acier).

### Novateur dans l'industrie

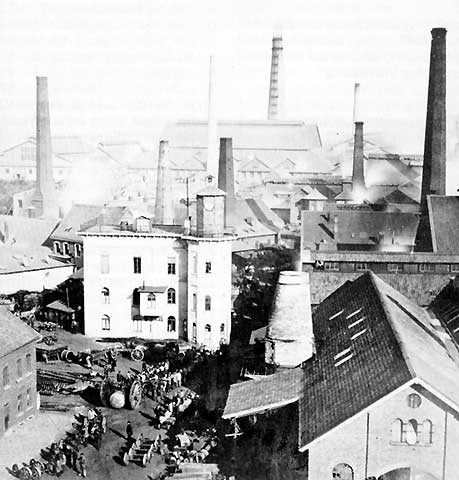
Une usine sidérurgique Krupp à Essen (1864).

Mais Alfred Krupp n'accomplit la percée industrielle décisive qu'avec l'introduction sur le marché des roues pleines en 1852-53 : on les obtenait en fendant par le milieu une longue barre d'acier forgé, que l'on cintrait jusqu'à la conformer en un anneau, que l'on emboutissait puis que l'on laminait. Pendant des décennies, les roues de locomotives furent le produit de base des usines Krupp, car la plupart des compagnies de chemin de fer américaines en faisaient une consommation exclusive. C'est d'ailleurs la raison pour laquelle le logo de la firme Krupp est, non pas un canon, mais un entrelacs de trois roues pleines (non concentriques, ce qui les distingue d’anneaux). Conséquence de ce succès industriel, la firme employa dès les années 1850 un millier d'ouvriers.
Alfred Krupp épousa Bertha Eichhoff (13 décembre 1831 † 4 septembre 1888) en 1853. Quoiqu'ils eussent un fils, Friedrich, le couple ne s'entendit guère. La répugnance de la jeune mariée pour la pollution d'Essen ne s'accommodait guère de la passion exclusive de l'industriel pour ses usines. Bertha déménagea bien vite en Italie avec son fils Friedrich.
Vers 1857, Krupp mit au point sa propre version du canon à chargement par la culasse. Mais lorsqu'il le proposa à l’État-Major prussien en 1858, on lui opposa des doutes sur la fiabilité de ce système et sur la sécurité du verrouillage. Alfred Krupp n'en poursuivit pas moins son objectif de se lancer en tant qu'armurier, et en avril 1860 il parvint à vendre ses premiers canons en acier : la Prusse lui commandait 312 canons de six livres à chargement par la bouche.
Bientôt, les bénéfices tirés de la vente d'armes explosèrent à leur tour. Krupp livrait désormais des canons à toute l'Europe, à l'exception de la France, défiante. La croissance de l'entreprise accompagna la progression du marché grâce à l'adoption de techniques de pointe : dès 1861, Krupp investissait dans la fabrication d'un marteau à vapeur de plusieurs tonnes baptisé Fritz (diminutif du prénom du patron), et la production de masse d'acier fut enclenchée par l'adoption du procédé Bessemer, dont il acquit les droits en Angleterre, ainsi que du procédé Siemens-Martin, dont Krupp fut le pionnier en Allemagne. Le convertisseur Bessemer, qui permettait notamment de produire de l’acier à partir de fonte brute par injection d'air préchauffé, accéléra l'élaboration de fer en acier, la faisant passer de 24 heures de puddlage à seulement 20 minutes de décarburation, ce qui donna une impulsion inouïe à toute la chaîne de production.
La supériorité des canons Krupp sur l'artillerie en bronze des Danois n'est pas un facteur négligeable dans l'issue de la Guerre des duchés en 1864. En 1866, la guerre austro-prussienne fut le premier conflit à opposer des armées toutes deux équipées de canons Krupp. L'année suivante, Krupp perfectionna les canons à chargement par la culasse en adoptant un système de clavettes tronconiques. On a pu dire que la Guerre de 1870 a été décidée autant par le génie logistique du général von Moltke que par la portée des canons en acier prussiens, double de celle des canons français en bronze.

### La plus grande entreprise d’Europe

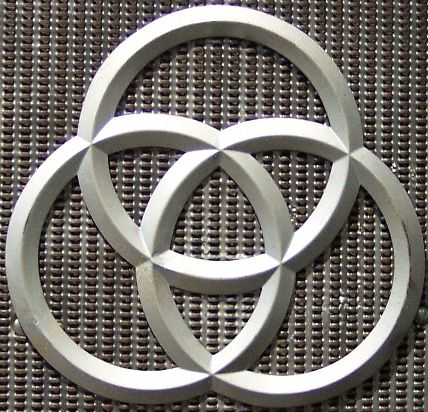
Les trois roues du logo de la Sté Krupp.

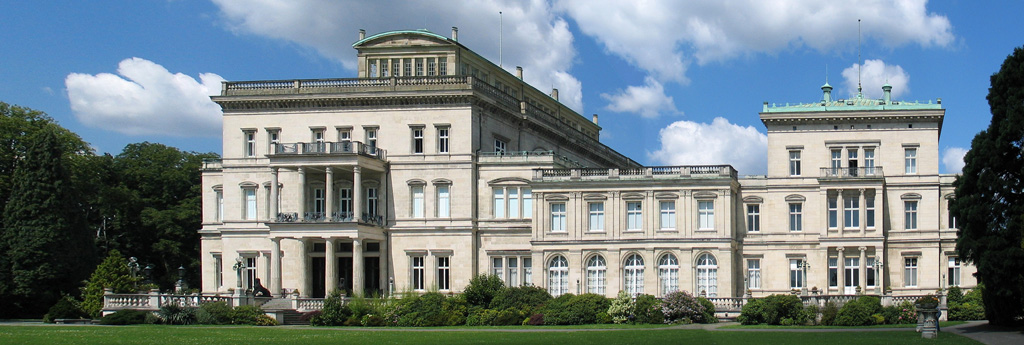
La villa Hügel (côté jardin) : à gauche la bibliothèque, au centre la salle des Gobelins, à droite l'actuel musée Krupp.

L’époque dite « des fondateurs » qui suivit la formation de l’Empire allemand vit le doublement des capacités de production de l’industrie lourde allemande, et « la firme » (comme on prit alors l'habitude de nommer l'entreprise Krupp) s'imposa comme la première d’Europe. Essen, surnommée Kruppstadt, s'accrut de 10 000 habitants en deux décennies. Pour autant, Krupp était toujours au bord de la banqueroute, et la crise financière de l’industrie lourde allemande, liée à la surproduction, faillit entraîner sa chute. En témoigne le fait qu'en 1874, il dut emprunter aux banques la somme respectable de 30 millions de Mark, qu'il remboursa d'ailleurs tout aussi vite grâce au boom du chemin de fer aux États-Unis. Fort de cette richesse, Alfred Krupp achète des mines de fer et de charbon pour former un conglomérat qui emploie 45 000 personnes à sa mort en 1887.
C'est vers cette époque que l'industriel fit construire la Villa Hügel, le somptueux château de la dynastie Krupp, dont l'ordonnance moderne doit tout aux idées d'Alfred Krupp. Sa peur panique d'un incendie le poussa à bannir l'emploi de tout corps combustible. Les équipements (le chauffage, la cuisine, etc.) donnent une image précise du confort à l'époque de la seconde révolution industrielle.
En réponse au mot d'ordre de grève générale lancé en 1871 par le parti ouvrier social-démocrate (SDAP), Krupp publia en 1872 un règlement général auquel tous les ouvriers devaient prêter serment. En 72 paragraphes, ce texte, qui demeura en vigueur jusqu’au démantèlement de l'entreprise familiale en 1967, énumère les droits et devoirs des Kruppianer. Ainsi :
« La déloyauté et la trahison doivent être réprimés par tous les moyens légaux (...) car de même que le fruit qui naît de la graine devient, selon la terre qui l’a nourri, aliment ou poison, de même l’âme se reconnaît par les actes, bonne ou mauvaise. »
Si les devoirs des ouvriers étaient très surveillés, ils bénéficiaient en contrepartie d'une couverture sociale complète : séjours de vacances à prix réduits, assurance maladie et même, exclusivité dans l'Allemagne de l'époque, maisons de retraite gratuites. Quand un employé était renvoyé, il perdait par là-même tous ces privilèges. Par la suite, la politique sociale d’Otto von Bismarck s’inspira largement du Kruppscher Generalregulativ.
Dans les années 1880, la concurrence des sidérurgistes américains se fit plus âpre. Avec le marché américain, Krupp perdait son principal débouché pour les roues à tambour. Il axa désormais ses efforts sur le développement et la fabrication d'armement. Ses deux principaux concurrents, le Français Henri Schneider et le Britannique William Armstrong, durent faire de même. À eux trois, ces magnats de l'acier jetèrent l’Europe dans la spirale infernale de la course aux armements, dont le résultat concret devait être le grand massacre de la Première Guerre mondiale.
En Allemagne Alfred Krupp était en butte aux revendications du Parti socialiste ouvrier d'Allemagne. Bien davantage que le risque de faire banqueroute, Krupp éprouvait une hantise que les Socialistes ne le détachent de ses ouvriers, qu'il considérait comme sa propriété, auxquels il adressait des avis sur la politique et même donnait des consignes de vote. Il tenait une liste noire des ouvriers qui avaient un jour pris part à une manifestation politique ; celui dont le nom y figurait ne serait jamais embauché ou, s'il était déjà employé, était renvoyé. Avant chaque élection législative, il était rappelé aux employés qu'il ne fallait surtout pas voter pour le SDAP.
Alfred Krupp mourut en 1887 d’un infarctus. Il fut d'abord inhumé dans le vieux cimetière du Kettwiger Tor, dans la Hohenburgstrasse d’Essen. Avec l'agrandissement de la place de la gare en 1910, sa sépulture fut déplacée une première fois à côté de la gare centrale d'Essen, puis en 1955 un décret communal décida d'un nouveau transfert. Le tombeau se trouve depuis au cimetière municipal de Bredeney, rue de Westerwald.
Son fils Friedrich Alfred Krupp hérita de la compagnie, qui à ce moment employait 20 000 ouvriers.

## Personnalité

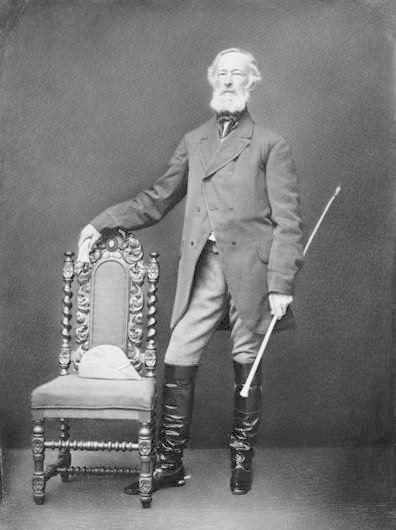
Alfred Krupp se flattait de pratiquer l'équitation en compagnie de l’aristocratie.

Travailleur infatigable et perfectionniste, Alfred Krupp était aussi hypocondriaque au dernier degré. Sujet à la dépression, il lui arrivait de rester alité des semaines et des mois entiers.
En tant que patron, il se comportait comme un patriarche qui exigeait de ses employés non seulement le respect, mais même l'obéissance, en contrepartie de quoi il se chargeait de satisfaire leurs besoins. Persuadé de sa vocation d'industriel, Krupp recevait dans sa propriété, la Villa Hügel, les grands de l'Europe, non par sociabilité, mais comme clients potentiels. En 1865, il renonça au titre de baron que le roi de Prusse lui proposait, indiquant que cela « était étranger à ses aspirations. » Il s'appelait Krupp, et c'était bien ainsi.
La graphomanie de Krupp est restée célèbre : il éprouvait un besoin irrépressible de se confier, et on a conservé de sa plume plusieurs dizaines de milliers de lettres, dont plusieurs écrites le même jour à un seul correspondant. Il rédigeait d'innombrables mémos destinés à ses ingénieurs. C'est ainsi qu'en 1877 Krupp adressa « un mot à « ses » employés » („ein Wort an meine Angehörigen“) : « C’est moi qui ai innové et lancé de nouveaux produits, non les ouvriers... Ils ont toujours leur salaire ; mais moi, que je réussisse ou que j’échoue, c’est mon problème. » Il concluait par cette injonction: « Soyez reconnaissants de ce qui vous est offert. L’exercice de la haute politique exige plus de temps libre et demande une plus grande largeur de vue que ce dont des ouvriers sont capables. »
Krupp admirait beaucoup l’Angleterre. Aussi n'employait-il jamais son prénom de baptême (Alfried), mais plutôt sa forme anglicisée : Alfred.
Il court sur Alfred Krupp une anecdote relative à sa prétendue dilection pour l'odeur du crottin de cheval,, qui l'aurait incité à établir son cabinet de travail au-dessus des écuries de la Villa Hügel pour y goûter les effluves bucoliques de l'air de la campagne.

## Documentaire
- 2012 : Les maîtres de l'acier duel dans la Ruhr de Birgit Tanner et Mira Thiel[10]

## Bibliographie

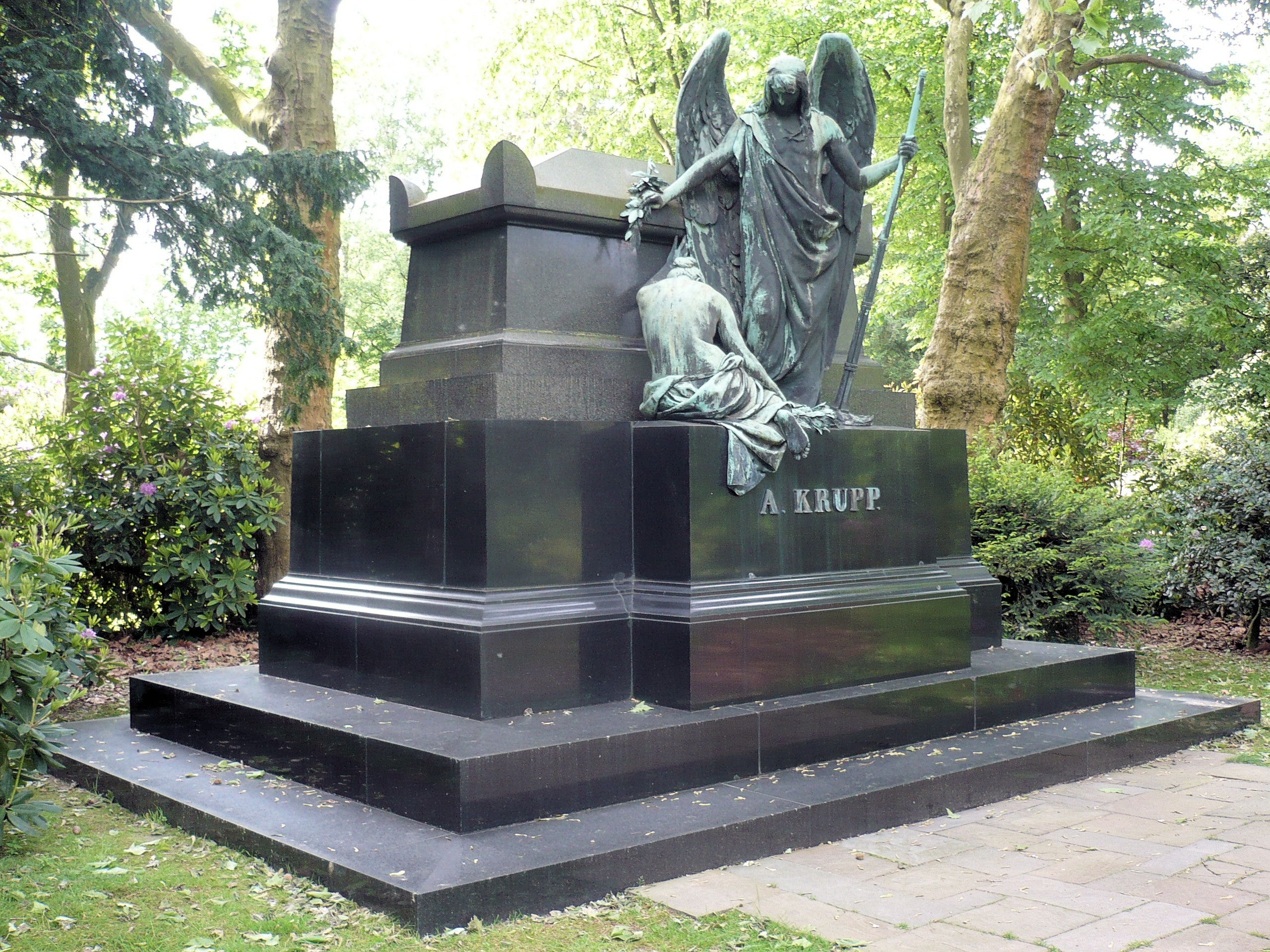
Stèle funéraire au cimetière Bredeney : Sarcophage noir avec deux effigies de bronze.